# Asedio de Bolduque (1629)
El sitio de Bolduque tuvo lugar en 1629 durante la Guerra de los Ochenta Años; el ejército de las Provincias Unidas bajo el mando de Federico Enrique de Orange-Nassau asedió y capturó la ciudad de Bolduque (en neerlandés: 's-Hertogenbosch) en los Países Bajos, leal al rey de España.

## Contexto histórico
Desde 1568, se libraba en los Países Bajos la Guerra de los Ochenta Años, en la que los ejércitos de las Provincias Unidas se enfrentaban a los tercios españoles, a fin de conseguir su independencia del Imperio español.
La Tregua de los Doce Años terminó en 1621.
En 1627, siendo rey de España y Portugal Felipe IV, y su valido el Conde-Duque de Olivares, se produjo la bancarrota del Estado  español y la suspensión de pagos afectó a los tercios.
Isabel Clara Eugenia era gobernadora de los Países Bajos y Federico Enrique de Orange-Nassau era estatúder de las Provincias Unidas.

## Preparativos
El bloqueo al que España tenía sometida a la república holandesa causó una grave crisis económica, pero en 1628 llegaría a manos de los rebeldes neerlandeses una cantidad de dinero considerable procedente del botín conseguido en la batalla de la Bahía de Matanzas.  Federico Enrique aprovechó parte de esta suma para conseguir una victoria sobre la mayor fortaleza española en los Países Bajos.
Bolduque se había mantenido fiel al rey de España desde 1579. Era la principal fortaleza de la zona, y en el refuerzo de sus defensas se habían invertido importantes sumas de dinero. Anton Schetz, I Conde de Grobbendonck, era el gobernador militar de la ciudad. Bolduque era considerada inexpugnable, ya que el foso que circundaba la ciudad y el suelo pantanoso de sus alrededores hacían inviables los métodos habituales de asalto: excavación de trincheras y minado subterráneo. Mauricio de Nassau, anterior estatúder de los Países Bajos, había fracasado dos veces en la toma de la ciudad a principios del siglo XVII.

## Asedio

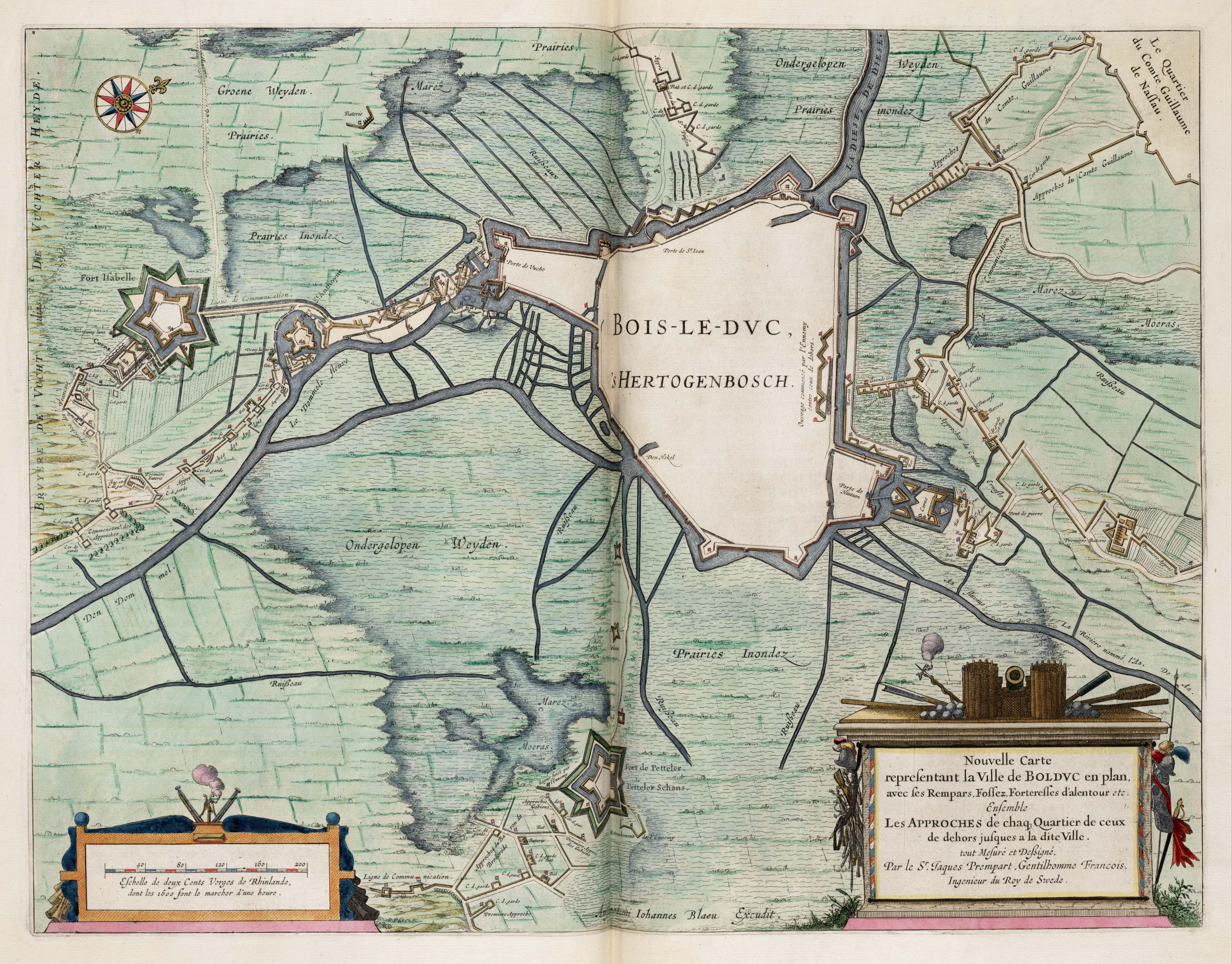
Mapa del asedio de Bolduque. J.Blaeu

Llegando desde Grave, Federico Enrique de Orange-Nassau plantó sitio a la ciudad en abril de 1629 con un ejército de 24 000 soldados de infantería y 4000 de caballería, junto con 4000 campesinos. Mandó desviar los dos ríos principales (el Dommel y el Aa) que afluían al pantano, y  construyó un dique de cuarenta kilómetros de longitud en forma de un gigantesco cuadrado que encerraba la fortaleza. Una vez creado este pólder, desecó el interior con molinos movidos por caballos. Cuando el suelo estuvo lo suficientemente seco extendió trincheras hacia los muros de la ciudad. Esta obra de ingeniería militar sería muy admirada por sus contemporáneos.
Mientras tanto, las autoridades españolas enviaron en apoyo de Bolduque un ejército bajo el mando de Enrique van den Bergh (primo de Federico Enrique), quien llegaría a la ciudad en julio; Van den Bergh entendió pronto que el asedio era demasiado fuerte como para atacarlo. Intentó desviar la atención de Federico Enrique invadiendo por la Velúa, capturando Amersfoort el 14 de agosto. Cuando sus líneas de suministro en Wesel fueron tomadas el 19 de agosto, hubo de retirarse dejando Bolduque a merced de los rebeldes.
Los fuerzas atacantes bombardeaban constantemente la ciudad. El 18 de julio cayó el fuerte Isabela, y al día siguiente el fuerte Antonio. A pesar de las repetidas salidas de los defensores, los atacantes llegaron con sus excavaciones hasta la puerta sur de la ciudad y la minaron. El 11 de septiembre una gran explosión abrió una brecha en las murallas. El 14 de septiembre el gobernador de Bolduque, Anton Schetz, rindió la ciudad ante los neerlandeses.

## Consecuencias
El obispo Michel Ophovius abogó ante Federico Enrique para conseguir la tolerancia religiosa de los vencedores del asedio con los católicos, pero las presiones de los calvinistas en contra obligaron a este a ser tan estricto en este sentido en Bolduque como en el resto de la república. La libertad de culto sólo sería aprobada en 1794, tras la toma de la ciudad por las fuerzas revolucionarias francesas.
La pérdida de Bolduque supuso un gran golpe al prestigio de los españoles. Sus posiciones en el norte se verían gravemente amenazadas, y Federico Enrique, animado por el éxito, seguiría con su campaña tomando Maastricht el 22 de agosto de 1632, asistido por su primo y antiguo rival van den Bergh, quien cambió de bando tras ser acusado de traición. Rheimberg sería tomada el 2 de julio de 1633.
La guerra en Flandes continuaría hasta la firma del Tratado de Münster en 1648, donde los Países Bajos conseguirían la independencia del Imperio español.